# 대추나무
대추나무(Zizyphus jujuba Mill.)는 갈매나무과의 나무이다. 열매인 대추는 홍조(紅棗)라고 부르기도 한다.

## 개요
대추나무는 갈매나무과에 속하는 활엽관목으로, 원산지는 인도이며 높이는 약 5m 정도이다. 꽃은 5-6월에 2~3개씩 모여서 달리며, 꽃잎이 다섯 장이고 노란빛이 도는 녹색을 띤다.잎은 어긋나고 달걀 모양 또는 긴 달걀 모양이며 3개의 잎맥이 뚜렷이 보인다. 나무에 가시가 있고 마디 위에 작은 가시가 다발로 난다. 대추라고 부르는 열매는 씨가 단단한 핵에 싸여 있는 타원형 핵과로, 길이가 2.5-3.5cm이며 처음에는 초록색을 띠다가 9-10월에 적갈색이나 붉은 갈색으로 익는다. 대추는 날로 먹기도 하며, 말려서 저장하기도 한다. 특히 한방에서는 소화제·진통제·해열제·이뇨제 등으로 많이 이용되며, 밤과 함께 제삿상에 반드시 올려지는 과일이기도 하다.

## 효능
단맛에 따뜻한 성질로 "대조"(大棗)라고 하는데, 심장을 도와 혈액순환을 원활하게 하고 신경을 안정시키는 효능이 있으며, 잠이 잘 오게 한다. 비, 위장을 건전하게 하며 배속이 차서 아프고 대변이 묽으며 설사할 때도 좋다. 한방에서는 이뇨. 강장(强壯).완화제로 쓰인다. 한약에 대추를 많이 이용하는 이유는 기와 혈을 보하는 효능이 크고 여러 가지 약물을 조화시켜주는 작용이 있기 때문이다.오래 먹으면 몸이 가벼워지고 정신 안정시켜 주어 불안증상과 불면증에 좋다. 12경맥을 도와 몸안의 체액을 보충해 준다.

## 속담
- 양반 대추 한 개가 아침 해장
- 대추를 보고도 먹지 않으면 늙는다.
- 삼복에 비가 오면 보은처자 울겠다.
- 대추씨 같다

## 사진

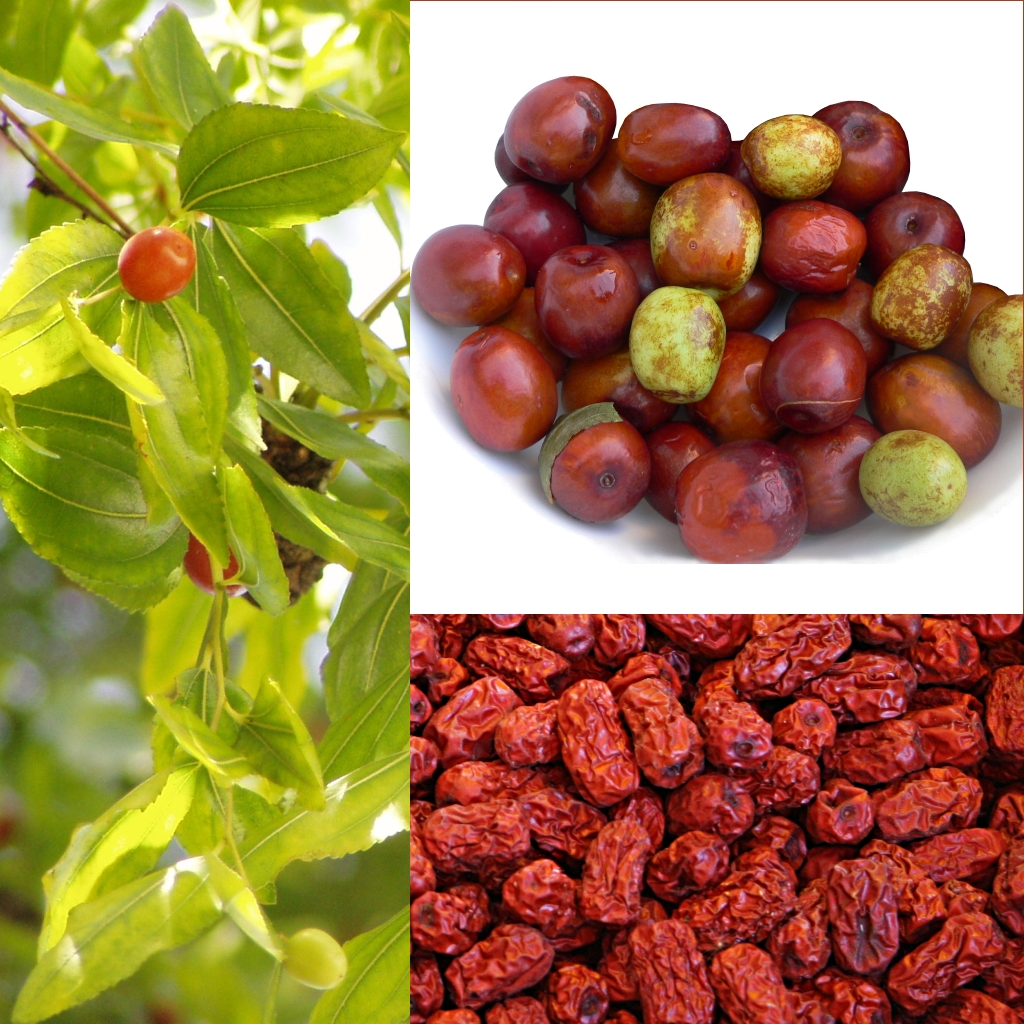
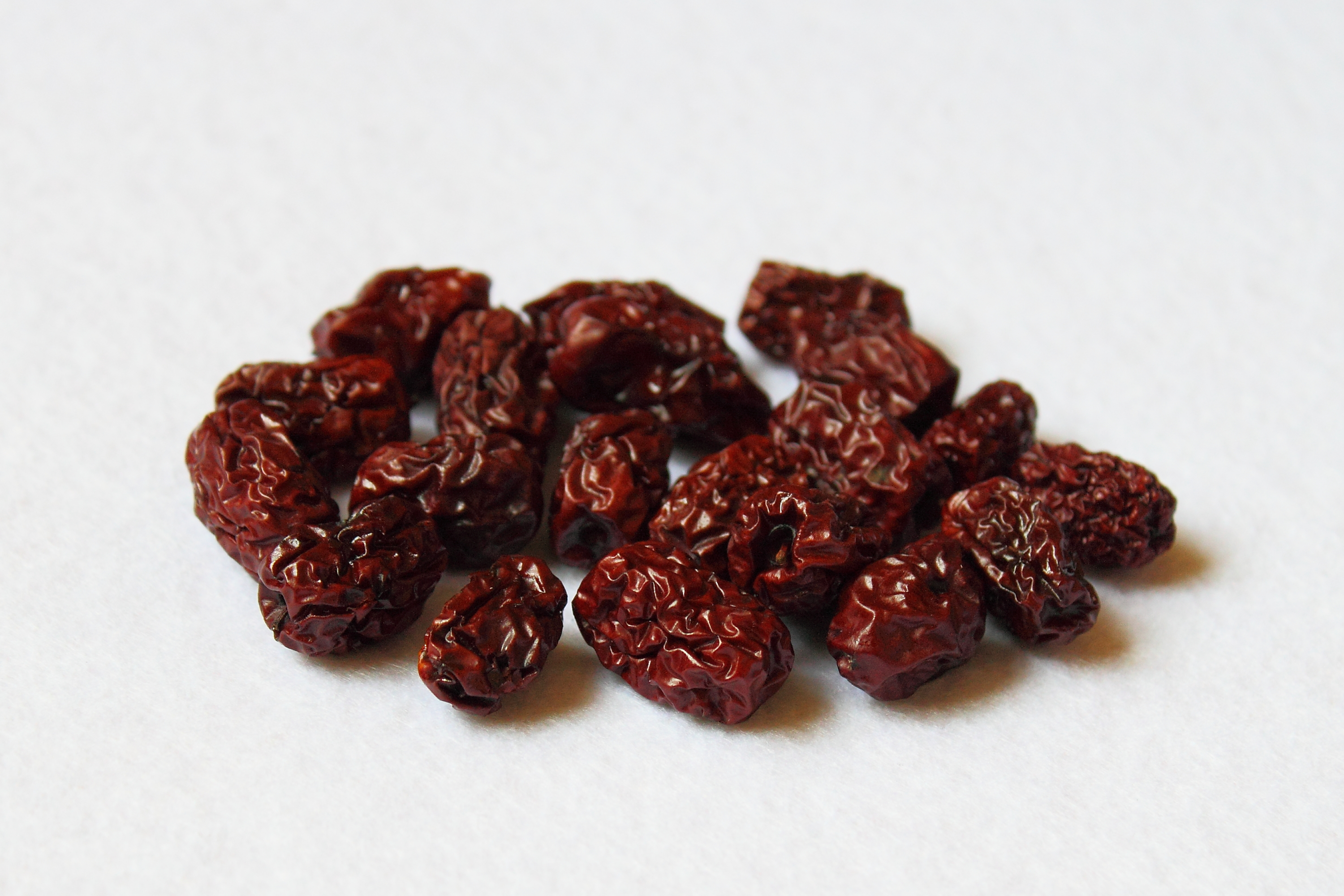
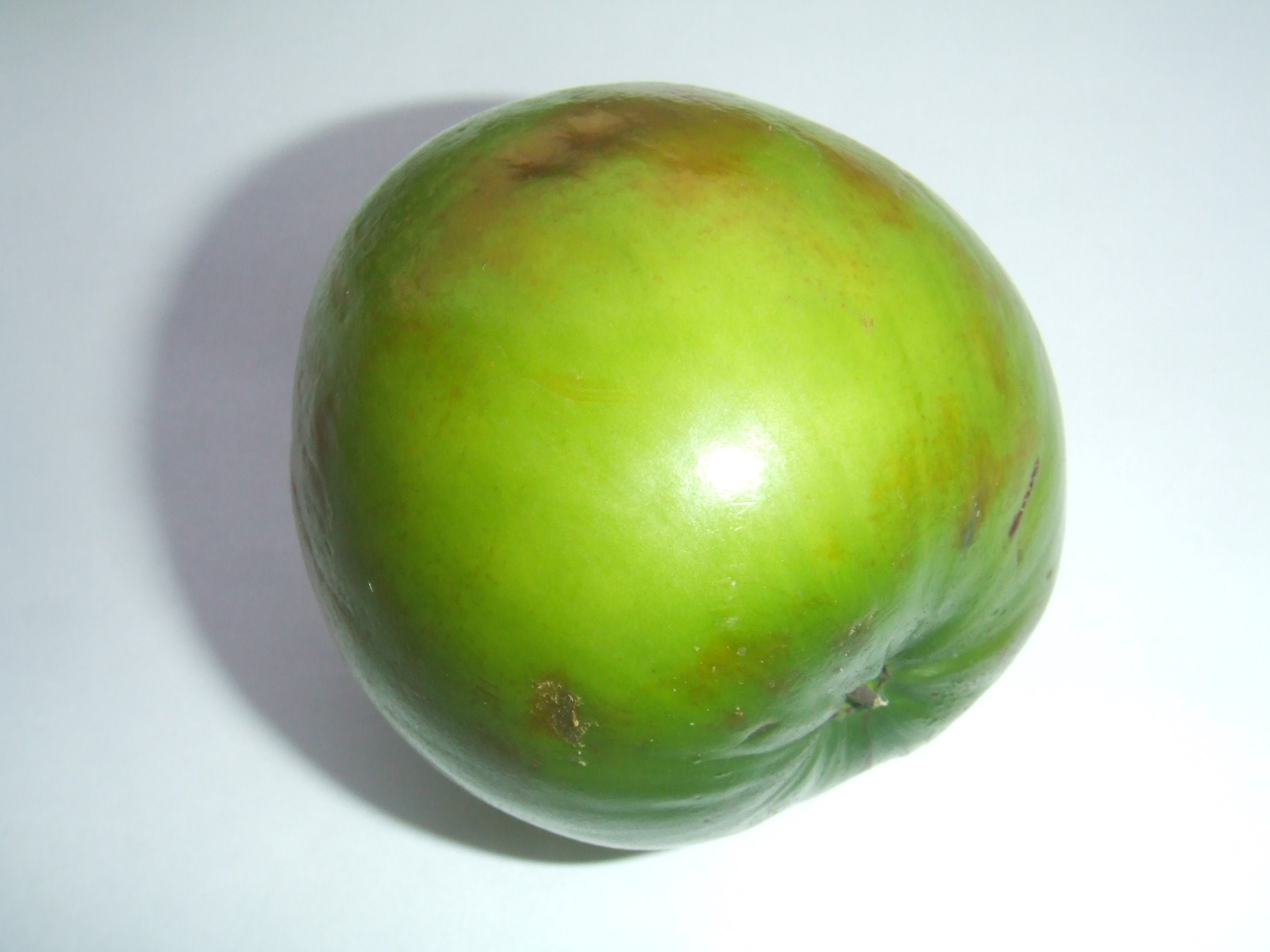
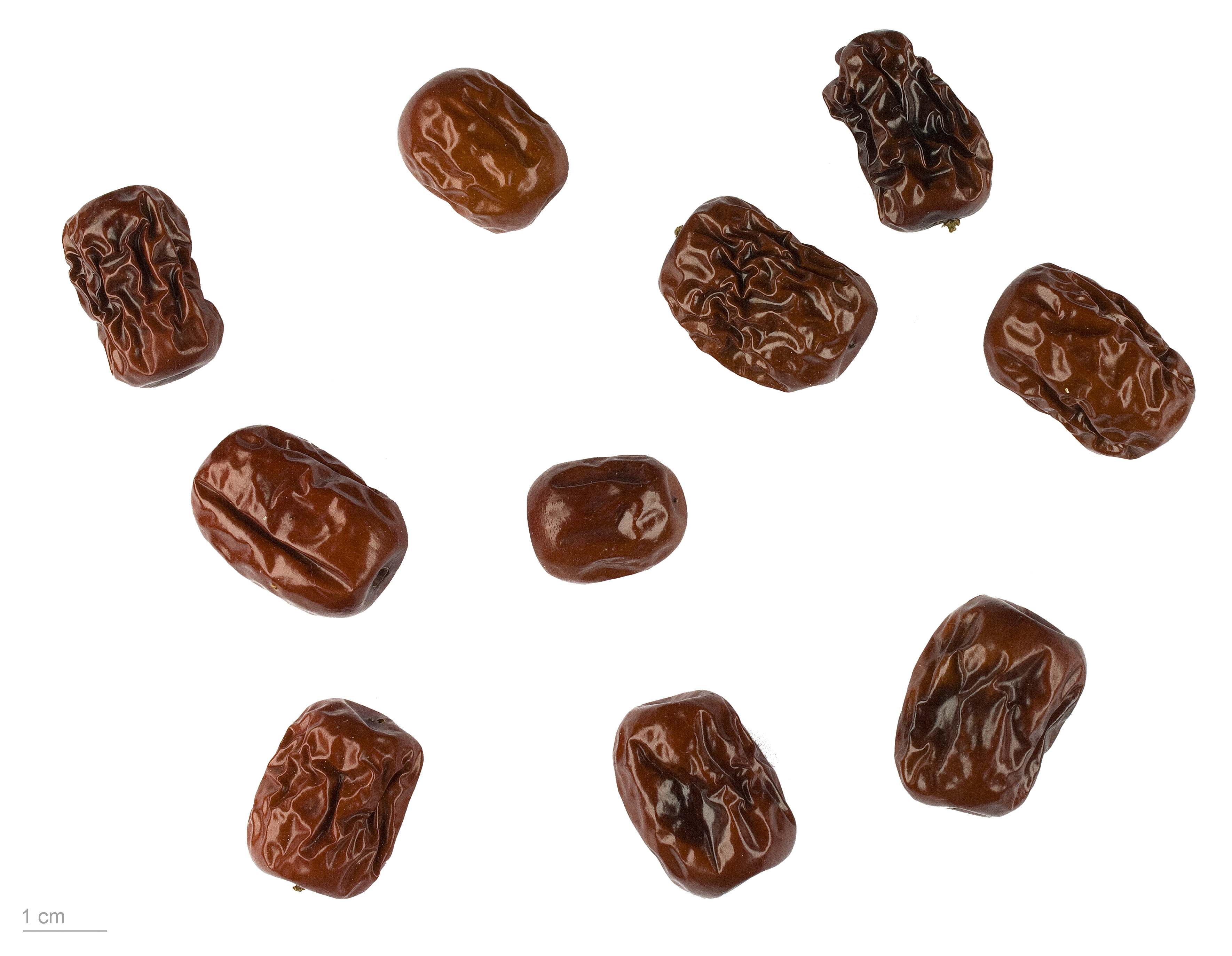
Ziziphus zizyphus - Museum specimen
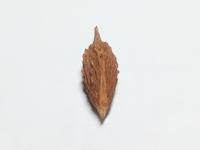
대추씨
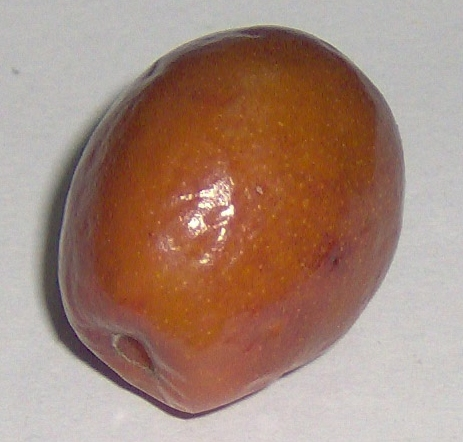

## 같이 보기
- 대추차